# Lepidotrigla microptera
Lepidotrigla microptera is een straalvinnige vissensoort uit de familie van ponen (Triglidae). De wetenschappelijke naam van de soort is voor het eerst geldig gepubliceerd in 1873 door Albert Günther. De soort werd verzameld door de Britse consul en natuuronderzoeker Robert Swinhoe in de buurt van Shanghai.